# L'imitateur
L'imitateur è un documentario cortometraggio del 1982 scritto e diretto da Jaco Van Dormael, interpretato da Jean Désert e Jacques Staes. Il film fu girato in Belgio nel 1982 e fu prodotto da Lamy Films e C.B.A. Il documentario mostra due disabili mentali che fanno una breve intrusione nel mondo dei "normali". Il film è stato premiato miglior documentario e miglior cortometraggio al Festival di Bruxelles del 1983. Nel 2011, è stato riproposto al Sottodiciotto Filmfestival di Torino nella retrospettiva dedicata a Jaco Van Dormael.